# 존 히컨루퍼
존 라이트 히컨루퍼 주니어(영어: John Wright Hickenlooper, Jr., 1952년 2월 7일 ~ )는 미국의 정치인으로 2011년부터 콜로라도주의 주지사를 역임하고 있다. 2010년에 헌법당 소속 후보와 경쟁 속에서 당선됐으며, 2014년에는 공화당 소속 후보와 접전 끝에 당선되면서 재선에 성공하였다.

## 생애
1952년 2월 7일에 펜실베이니아주 필라델피아 근교의 나베스에서 노동자였던 아버지 존 라이트 히컨루퍼와 어머니 앤 히컨루퍼 사이에서 태어났다.
유년 시절 아버지가 일찍 사망함으로써 어머니 밑에서 자랐으며 1974년 웨슬리언 대학교를 입학하여 1980년에 지리학과를 졸업하였다.
1980년대 동안 콜로라도주에서 지리학자로 근무했으며 1988년에 콜로라도 주에서 호프집 경영을 시작하여 큰 성공을 거두었다. 사업 성공을 바탕으로 2003년에 덴버 시장에 출마해 당선되었다. 시장 재직 시절에 시 채무 상환과 조직 개혁, 예술 산업 지지와 교통 문제 해결 등 여러 업적을 남겼으며, 2005년에 《타임》은 그를 5대 주요 시장으로 꼽았으며, 2007년에는 88%의 압도적인 지지율로 당선되었다. 2008년 버락 오바마가 대통령에 취임하면서 콜로라도 주를 지역구로 하는 상원의원이 내무장관으로 임명되면서 후임 상원의원에 지명될 것으로 예상되었지만, 빌 리터 주지사가 마이클 베넷을 선출하면서 상원의원이 되지는 못하였다.
2006년 선거에서 출마 후보로 공공연히 거론되던 그는 2010년에 콜로라도 주지사 선거에 출마하였다. 선거 초반 공화당 후보 댄 매스와 경합을 벌였지만 중반으로 넘어오면서 보수주의 성향의 헌법당에서 전 연방 하원의원이던 톰 텐크레도를 공천하면서 지지층이 분열, 쉬운 선거전을 진행하였다. 선거 결과 51%를 얻어 36%를 텐크레도와 11%를 얻은 매스를 제치고 당선되었다. 2011년 1월 11일에 취임한 히컨루퍼는 2014년 선거에서는 전 연방 하원의원이었던 밥 뷰프레즈를 49%대 46%로 접전 끝에 승리, 재선하게 되었다.

## 정책
히컨루퍼는 총기 규제에 적극 찬성하고 있다. 2015년 11월 27일에 총기 난사 사건이 발생하자 즉시 기자회견을 열고 연달아 일어나는 총기 사건에 대비한 총기규제법에 서명하였다. 2014년 재선 선거에서 전미 총기 협회는 낙선 운동을 전개하였고 히컨루퍼는 상대 후보와 접전 끝에 승리하였다. 한편 히컨루퍼는 시리아 난민을 지속적으로 수용하기로 결정하기도 하였다.

## 사생활
히컨루퍼의 아내 헬렌 소프는 작가로 더 뉴요커 등 여러 잡지에 기고하였다. 히컨루퍼와 소프는 2000년에 결혼해 2002년에 아들을 낳았다. 2012년 7월 31일에 히컨루퍼는 기자회견에서 아내와 결혼한 후 10년 만에 별거하게 되었다고 발표하였다. 둘의 이혼 이후로 히컨루퍼는 가족과 같이 살던 덴버의 주택에서 콜로라도 주지사 공관으로 이주하였다. 한편 히컨루퍼는 2010년에 필라델피아 인콰이어러와 가진 인터뷰에서 자신이 퀘이커 모임에서 소프와 만나게 되었다고 밝혔다.

## 역대 선거 결과
| 선거명      | 직책명                    | 대수  | 정당   | 1차 득표율 | 1차 득표수  | 2차 득표율 | 2차 득표수 | 결과 | 당락                     |
| ----------- | ------------------------- | ----- | ------ | ---------- | ----------- | ---------- | ---------- | ---- | ------------------------ |
| 2003년 선거 | 덴버 시장                 | 43대  | 무소속 | 43.33%     | 49,185표    | 64.58%     | 69,526표   | 1위  | 덴버 시장 당선           |
| 2007년 선거 | 덴버 시장                 | 43대  | 무소속 | 87.26%     | 67,943표    |            |            | 1위  | 덴버 시장 당선           |
| 2010년 선거 | 콜로라도주의 주지사       | 42대  | 민주당 | 51.05%     | 915,436표   |            |            | 1위  | 콜로라도 주지사 당선     |
| 2014년 선거 | 콜로라도주의 주지사       | 42대  | 민주당 | 49.30%     | 1,006,433표 |            |            | 1위  | 콜로라도 주지사 당선     |
| 2020년 선거 | 상원의원 (콜로라도 제2부) | 117대 | 민주당 | 53.50%     | 1,730,722표 |            |            | 1위  | 콜로라도주 상원의원 당선 |